# Prix Versailles 2017
A Prix Versailles 3. rendezvénye tizenkét világi díjazottat jutalmazott meg 70 kontinentális díjazott közül négy kategóriában: üzletek, plázák, hotelek, éttermek.

## Naptár
A kontinensdíjazottat egy sajtótájékoztató keretében jelentették be az UNESCO-ban 2017. április 26-án.
Ezután a világdíjakat adták át a világünnepség keretében az UNESCO-ban 2017. május 12-én.

## A zsűri
| Név                               | Állás                                         | Nemzetiség    |
| --------------------------------- | --------------------------------------------- | ------------- |
| Manuelle Gautrand                 | Építész                                       | Franciaország |
| Guo Pei                           | Divattervező                                  | Kína          |
| Itó Tojoo                         | Építész                                       | Japán         |
| Gilles Lipovetsky                 | Filozófus                                     | Franciaország |
| François de Mazières (zsűrielnök) | Versailles polgármestere                      | Franciaország |
| Guy Savoy                         | Séf                                           | Franciaország |
| Vang Su                           | Építész                                       | Kína          |
| Minja Yang                        | Világörökségi Központ volt igazgatóhelyettese | Japán         |

## Díjazottak

### Világdíjazottak
Üzletek
| Díj vagy minősítés | Megvalósítás                              | Helység    | Ország | Építész vagy tervező        | Ország |
| ------------------ | ----------------------------------------- | ---------- | ------ | --------------------------- | ------ |
| Prix Versailles    | Dior                                      | Miami      | USA    | BarbaritoBancel architectes | FRA    |
| Belső Minősítés    | Hangzhou Zhongshuge                       | Hangcsou   | CHN    | X+Living                    | CHN    |
| Külső Minősítés    | Chanel, ideiglenes butik - Crystal Houses | Amszterdam | NLD    | MVRDV                       | NLD    |

Plázák
| Díj vagy minősítés | Megvalósítás      | Helység      | Ország | Építész vagy tervező | Ország |
| ------------------ | ----------------- | ------------ | ------ | -------------------- | ------ |
| Prix Versailles    | Tokyu Plaza Ginza | Tokió        | JPN    | Nikken Sekkei        | JPN    |
| Belső Minősítés    | ARG Shopping Mall | Teherán      | IRN    | arsh4d studio        | IRN    |
| Külső Minősítés    | Lideta Mercato    | Addisz-Abeba | ETH    | Vilalta Arquitectura | ESP    |

Hotelek
| Díj vagy minősítés | Megvalósítás   | Helység           | Ország | Építész vagy tervező       | Ország |
| ------------------ | -------------- | ----------------- | ------ | -------------------------- | ------ |
| Prix Versailles    | Chablé Yucatán | Chocholá          | MEX    | Jorge Borja, Paulina Morán | MEX    |
| Belső Minősítés    | Spedition      | Thun              | CHE    | Stylt Trampoli             | SWE    |
| Külső Minősítés    | Mar Adentro    | San José del Cabo | MEX    | Miguel Ángel Aragonés      | MEX    |

Éttermek
| Díj vagy minősítés | Megvalósítás             | Helység        | Ország | Építész vagy tervező | Ország |
| ------------------ | ------------------------ | -------------- | ------ | -------------------- | ------ |
| Prix Versailles    | Illusion                 | Doha           | QAT    | Rockwell Group       | USA    |
| Belső Minősítés    | Shukufuku Japanese Bento | Melbourne      | AUS    | Rptecture Architects | AUS    |
| Külső Minősítés    | O Pavilhão Dançante      | Rio de Janeiro | BRA    | Estudio Guto Requena | BRA    |

### Kontinentális díjazottak

#### Afrika és Nyugat-Ázsia
Üzletek
| Díj vagy minősítés | Megvalósítás                 | Helység   | Ország | Építész vagy tervező           | Ország |
| ------------------ | ---------------------------- | --------- | ------ | ------------------------------ | ------ |
| Prix Versailles    | Dolce & Gabbana gyermekbutik | Dubaj     | ARE    |                                |        |
| Belső Minősítés    | Only Roses                   | Abu-Dzabi | ARE    | Baciocchi Associati            | ITA    |
| Külső Minősítés    | Bentley Showroom             | Dubaj     | ARE    | Hangzhou Yongdian Illumination | CHN    |

Plázák
| Díj vagy minősítés | Megvalósítás      | Helység      | Ország | Építész vagy tervező | Ország |
| ------------------ | ----------------- | ------------ | ------ | -------------------- | ------ |
| Prix Versailles    | Mall of Africa    | Midrand      | ZAF    | MDS Architecture     | ZAF    |
| Belső Minősítés    | ARG Shopping Mall | Teherán      | IRN    | arsh4d studio        | IRN    |
| Külső Minősítés    | Lideta Mercato    | Addisz-Abeba | ETH    | Vilalta Arquitectura | ESP    |

Hotelek
| Díj vagy minősítés | Megvalósítás                      | Helység       | Ország | Építész vagy tervező       | Ország |
| ------------------ | --------------------------------- | ------------- | ------ | -------------------------- | ------ |
| Prix Versailles    | Anantara Al Jabal Al Akhdar       | Nizwa         | OMN    | Atelier Pod                | MAR    |
| Belső Minősítés    | Sheraton Annaba                   | Annába        | DZA    | Fabris&Partners architetti | ITA    |
| Külső Minősítés    | St. Regis Maldives Vommuli Resort | Dhaalu' Atoll | MDV    | WOW Architects             | SGP    |

Éttermek
| Díj vagy minősítés | Megvalósítás    | Helység    | Ország | Építész vagy tervező | Ország |
| ------------------ | --------------- | ---------- | ------ | -------------------- | ------ |
| Prix Versailles    | Illusion        | Doha       | QAT    | Rockwell Group       | USA    |
| Belső Minősítés    | Play Restaurant | Dubaj      | ARE    | Gregory Gatserelia   | LBN    |
| Külső Minősítés    | Villa Gapi      | Casablanca | MAR    | Atelier Pod          | MAR    |

#### Közép-és Dél Amerika, Karib-tenger
Üzletek
| Díj vagy minősítés | Megvalósítás                 | Helység        | Ország | Építész vagy tervező        | Ország |
| ------------------ | ---------------------------- | -------------- | ------ | --------------------------- | ------ |
| Prix Versailles    | Cuesta Blanca - Av. Santa Fe | Buenos Aires   | ARG    | Botner - Pecina Arquitectos | ARG    |
| Belső Minősítés    | Loja do AquaRio              | Rio de Janeiro | BRA    | Kube Arquitetura            | BRA    |
| Külső Minősítés    | Líder Flagship Store         | São Paulo      | BRA    | FGMF Arquitetos             | BRA    |

Plázák
| Díj vagy minősítés | Megvalósítás          | Helység   | Ország | Építész vagy tervező       | Ország |
| ------------------ | --------------------- | --------- | ------ | -------------------------- | ------ |
| Prix Versailles    | nem kapott elismerést |           |        |                            |        |
| Belső Minősítés    | nem kapott elismerést |           |        |                            |        |
| Külső Minősítés    | Terrazas Lindora      | Santa Ana | CRI    | Ronald Zurcher Arquitectos | CRI    |

Hotelek
| Díj vagy minősítés | Megvalósítás                             | Helység        | Ország | Építész vagy tervező     | Ország |
| ------------------ | ---------------------------------------- | -------------- | ------ | ------------------------ | ------ |
| Prix Versailles    | Hotel Magnolia                           | Santiago       | CHL    | Cazú Zegers Arquitectura | CHL    |
| Belső Minősítés    | Gran Meliá Nacional Rio de Janeiro Hotel | Rio de Janeiro | BRA    | VOA Brazil               | USA    |
| Külső Minősítés    | Hotel Ladera                             | Santiago       | CHL    | Estudio Larraín          | CHL    |

Éttermek
| Díj vagy minősítés | Megvalósítás            | Helység        | Ország | Építész vagy tervező           | Ország |
| ------------------ | ----------------------- | -------------- | ------ | ------------------------------ | ------ |
| Prix Versailles    | Refettorio Gastromotiva | Rio de Janeiro | BRA    | Metro Arquitetos Associados    | BRA    |
| Belső Minősítés    | Viena Delish            | São Paulo      | BRA    | Studio Ino / Todos Arquitetura | BRA    |
| Külső Minősítés    | O Pavilhão Dançante     | Rio de Janeiro | BRA    | Estudio Guto Requena           | BRA    |

#### Észak-Amerika
Üzletek
| Díj vagy minősítés | Megvalósítás  | Helység     | Ország | Építész vagy tervező           | Ország |
| ------------------ | ------------- | ----------- | ------ | ------------------------------ | ------ |
| Prix Versailles    | Dior          | Miami       | USA    | BarbaritoBancel architectes    | FRA    |
| Belső Minősítés    | Joya Studio   | Brooklyn    | USA    | Taylor and Miller Architecture | USA    |
| Külső Minősítés    | Massimo Dutti | Mexikóváros | MEX    | Sordo Madaleno Arquitectos     | MEX    |

Plázák
| Díj vagy minősítés | Megvalósítás                                      | Helység     | Ország | Építész vagy tervező  | Ország |
| ------------------ | ------------------------------------------------- | ----------- | ------ | --------------------- | ------ |
| Prix Versailles    | Brickell City Centre                              | Miami       | USA    | Arquitectonica        | USA    |
| Belső Minősítés    | Los Angeles-i nemzetközi repülőtér, 2-es terminál | Los Angeles | USA    | Akarstudios           | USA    |
| Külső Minősítés    | The Bloc                                          | Los Angeles | USA    | The Ratkovich Company | USA    |

Hotelek
| Díj vagy minősítés | Megvalósítás                   | Helység           | Ország | Építész vagy tervező       | Ország |
| ------------------ | ------------------------------ | ----------------- | ------ | -------------------------- | ------ |
| Prix Versailles    | Chablé Yucatán                 | Chocholá          | MEX    | Jorge Borja, Paulina Morán | MEX    |
| Belső Minősítés    | Four Seasons New York Downtown | New York          | USA    | Yabu Pushelberg            | USA    |
| Külső Minősítés    | Mar Adentro                    | San José del Cabo | MEX    | Miguel Ángel Aragonés      | MEX    |

Éttermek
| Díj vagy minősítés | Megvalósítás            | Helység    | Ország | Építész vagy tervező | Ország |
| ------------------ | ----------------------- | ---------- | ------ | -------------------- | ------ |
| Prix Versailles    | Avra Madison            | New York   | USA    | Rockwell Group       | USA    |
| Belső Minősítés    | SingleThread            | Healdsburg | USA    | AvroKO Design        | USA    |
| Külső Minősítés    | Soho Little Beach House | Malibu     | USA    | Montalba Architects  | USA    |

#### Közép- és Északkelet Ázsia
Üzletek
| Díj vagy minősítés | Megvalósítás             | Helység  | Ország | Építész vagy tervező | Ország |
| ------------------ | ------------------------ | -------- | ------ | -------------------- | ------ |
| Prix Versailles    | Dolce & Gabbana Aoyama   | Tokió    | JPN    | Curiosity            | JPN    |
| Belső Minősítés    | Hangzhou Zhongshuge      | Hangcsou | CHN    | X+Living             | CHN    |
| Külső Minősítés    | Sulwhasoo Flagship Store | Szöul    | KOR    | Neri&Hu              | CHN    |

Plázák
| Díj vagy minősítés | Megvalósítás          | Helység  | Ország | Építész vagy tervező    | Ország |
| ------------------ | --------------------- | -------- | ------ | ----------------------- | ------ |
| Prix Versailles    | Tokyu Plaza Ginza     | Tokió    | JPN    | Nikken Sekkei           | JPN    |
| Belső Minősítés    | KK One                | Sencsen  | CHN    | Laguarda.Low Architects | USA    |
| Külső Minősítés    | Creativo Design Space | Tiencsin | CHN    | Cotefa                  | ITA    |

Hotelek
| Díj vagy minősítés | Megvalósítás                               | Helység   | Ország | Építész vagy tervező         | Ország |
| ------------------ | ------------------------------------------ | --------- | ------ | ---------------------------- | ------ |
| Prix Versailles    | Change Vacation Hotel in Dali Ancient City | Tali      | CHN    | Co-Direction Interior Design | CHN    |
| Belső Minősítés    | Prince Gallery Tokyo Kioicho               | Tokió     | JPN    | Rockwell Group               | USA    |
| Külső Minősítés    | Guesthouse in Karuizawa                    | Karuizawa | JPN    | Satoshi Okada architects     | JPN    |

Éttermek
| Díj vagy minősítés | Megvalósítás               | Helység | Ország | Építész vagy tervező             | Ország |
| ------------------ | -------------------------- | ------- | ------ | -------------------------------- | ------ |
| Prix Versailles    | Si-Pu Nabe                 | Sanghaj | CHN    | Golucci International Design     | CHN    |
| Belső Minősítés    | Noodle Diner Sanlitun Soho | Peking  | CHN    | Lukstudio                        | CHN    |
| Külső Minősítés    | Sake Manzo                 | Peking  | CHN    | Beijing Matsubara and Architects | CHN    |

#### Dél-Ázsia és Óceánia
Üzletek
| Díj vagy minősítés | Megvalósítás              | Helység          | Ország | Építész vagy tervező       | Ország |
| ------------------ | ------------------------- | ---------------- | ------ | -------------------------- | ------ |
| Prix Versailles    | Dior Flagship Store       | Szingapúr        | SGP    | Peter Marino Architect     | USA    |
| Belső Minősítés    | Doris de V Flagship Store | Ho Si Minh-város | VNM    | Red5 Studio                | VNM    |
| Külső Minősítés    | Christian Dada Store      | Szingapúr        | SGP    | Fumiko Takahama Architects | JPN    |

Plázák
| Díj vagy minősítés | Megvalósítás                       | Helység   | Ország | Építész vagy tervező       | Ország |
| ------------------ | ---------------------------------- | --------- | ------ | -------------------------- | ------ |
| Prix Versailles    | Siam Discovery - The exploratorium | Bangkok   | THA    | Nendo                      | JPN    |
| Belső Minősítés    | S Maison                           | Pasay     | PHL    |                            |        |
| Külső Minősítés    | T Galleria                         | Sziemreap | KHM    | PMDL Architecture + Design | AUS    |

Hotelek
| Díj vagy minősítés | Megvalósítás                  | Helység             | Ország | Építész vagy tervező | Ország |
| ------------------ | ----------------------------- | ------------------- | ------ | -------------------- | ------ |
| Prix Versailles    | Hua Hin Marriott Resort & Spa | Prachuap Khiri Khan | THA    | Architects 49        | THA    |
| Belső Minősítés    | M Social Singapore Hotel      | Szingapúr           | SGP    | Philippe Starck      | FRA    |
| Külső Minősítés    | Oasia Hotel Downtown          | Szingapúr           | SGP    | WOHA                 | SGP    |

Éttermek
| Díj vagy minősítés | Megvalósítás             | Helység   | Ország | Építész vagy tervező   | Ország |
| ------------------ | ------------------------ | --------- | ------ | ---------------------- | ------ |
| Prix Versailles    | redpan                   | Szingapúr | SGP    | DP Design              | SGP    |
| Belső Minősítés    | Shukufuku Japanese Bento | Melbourne | AUS    | Rptecture Architects   | AUS    |
| Külső Minősítés    | Shugaa dessert bar       | Bangkok   | THA    | Party / Space / Design | THA    |

#### Európa
Üzletek
| Díj vagy minősítés | Megvalósítás                              | Helység    | Ország | Építész vagy tervező           | Ország |
| ------------------ | ----------------------------------------- | ---------- | ------ | ------------------------------ | ------ |
| Prix Versailles    | Van Cleef & Arpels Butik                  | Párizs     | FRA    | Jouin Manku / SLA Architecture | FRA    |
| Belső Minősítés    | Dolce & Gabbana Montenapoleone            | Milánó     | ITA    | Curiosity                      | JPN    |
| Külső Minősítés    | Chanel, ideiglenes butik - Crystal Houses | Amszterdam | NLD    | MVRDV                          | NLD    |

Plázák
| Díj vagy minősítés | Megvalósítás | Helység              | Ország | Építész vagy tervező   | Ország |
| ------------------ | ------------ | -------------------- | ------ | ---------------------- | ------ |
| Prix Versailles    | Cap 3000     | Saint-Laurent-du-Var | FRA    | Groupe 6 / Jouin Manku | FRA    |
| Belső Minősítés    | Il Centro    | Milánó               | ITA    | Design International   | GBR    |
| Külső Minősítés    | Scalo Milano | Milánó               | ITA    | Cotefa                 | ITA    |

Hotelek
| Díj vagy minősítés | Megvalósítás                  | Helység        | Ország | Építész vagy tervező         | Ország |
| ------------------ | ----------------------------- | -------------- | ------ | ---------------------------- | ------ |
| Prix Versailles    | Park Hyatt Mallorca           | Canyamel       | ESP    | DSA Architects International | PRT    |
| Belső Minősítés    | Spedition                     | Thun           | CHE    | Stylt Trampoli               | SWE    |
| Külső Minősítés    | The Shore Club Turks & Caicos | Providenciales | GBR    | RAD Architecture             | USA    |

Éttermek
| Díj vagy minősítés | Megvalósítás   | Helység   | Ország | Építész vagy tervező        | Ország |
| ------------------ | -------------- | --------- | ------ | --------------------------- | ------ |
| Prix Versailles    | BiBo Madrid    | Madrid    | ESP    | Lázaro Rosa-Violán          | ESP    |
| Belső Minősítés    | Umbrüggler Alm | Innsbruck | AUT    | Ludescher + Lutz Architects | AUT    |
| Külső Minősítés    | BRLO Brwhouse  | Berlin    | DEU    | GRAFT                       | DEU    |

## Fordítás
Ez a szócikk részben vagy egészben  a   Prix Versailles 2017 című olasz Wikipédia-szócikk ezen változatának fordításán alapul.  Az eredeti cikk szerkesztőit annak laptörténete sorolja fel. Ez a jelzés csupán a megfogalmazás eredetét és a szerzői jogokat jelzi, nem szolgál a cikkben szereplő információk forrásmegjelöléseként.